# Трансформери
Трансфо́рмери (від англ. transform — змінюватися, перетворюватися) — медіафраншиза Hasbro і Takara Tomy, головними героями якої є вигадані розумні роботи, здатні змінювати свою форму. Включає серії іграшок компаній Takara i Hasbro, численні комікси, мультсеріали, художні фільми та відеоігри.

## Історія
Початку франшизи передували дві окремі серії іграшок японської фірми Takara «Diaclone» та «Microman», в 1984 році об'єднані в «Transformers» для просування на ринку США компанією Hasbro. Для іграшок була розроблена сюжетна лінія і створені характери всіх персонажів. Історія Трансформерів — роботів-іншопланетян, здатних перетворюватися в різноманітну земну техніку, акцентувалася на протистоянні двох їхніх фракцій — Автоботів (англ. Autobots) та Десептиконів (англ. Decepticons). Згодом вона втілилася в мультсеріалі 1984 року «Transformers: Generation 1» та коміксах від Marvel.
Мультсеріал отримав низку продовжень, а в 1996 розвиток теми трансформованих роботів з мультсеріалом «Beast Wars: Transformers», де Трансформери перетворювалися на звірів, а не машини. 2000 року оригінальна історія була заново переказана в «Robots in Disguise», а у 2002 ще раз в «Трилогії Юнікрона». В той же час не припинялося й виробництво іграшок як, наприклад, «Transformers: Universe».
2007 року вийшов перший ігровий фільм про Трансформерів від режисера Майкла Бея — «Трансформери», який мав три продовження, «Час Вимирання», вийшло у 2014. Наступний фільм, «Останній лицар», вийшов у 2017 році.
Окрім того, було створено чимало відеоігор про Трансформерів, в більшості пов'язаних з мультсеріалами та фільмами. Першою з них була «The Transformers» 1986.

## Всесвіт трансформерів
Трансформери є мислячими роботами-іншопланетянами, здатним змінювати свою форму. В основному режимі більшість їх схожа на анторопоморфних роботів, в альтернативному (яких може бути декілька) Трансформери набувають вигляду і функціоналу різноманітних машин: автомобілів, літаків, побутової техніки. Декотрі перетворюються на механічних звірів, комах.
Рідною планетою Трансформерів є Кібертрон, з якої її жителі тим чи іншим шляхом потрапляють на Землю, залежно від конкретного твору. Історії про Трансфомерів в більшості випадків розповідають про довготривалу війну між їх двома протиборчими групами: миролюбними Автоботами на чолі з Оптимусом Праймом та Десептиконами, якими командує жорстокий та підступний Меґатрон. Впродовж виходу серій іграшок, мультсеріалів і фільмів додавалися й інші фракції, як, наприклад, Диноботи чи Конструктикони.

## Іграшки
Іграшки за всесвітом Трансформерів, які видаються Takara Tomy і Hasbro налічують десятки серій, як окремих, так і пов'язаних з мультсеріалами, фільмами чи відеоіграми. Їх особливістю є те, що окремі частини можуть переміщатися, внаслідок чого фігурка робота перетворюється в дещо інше. 

## Кіно і телебачення

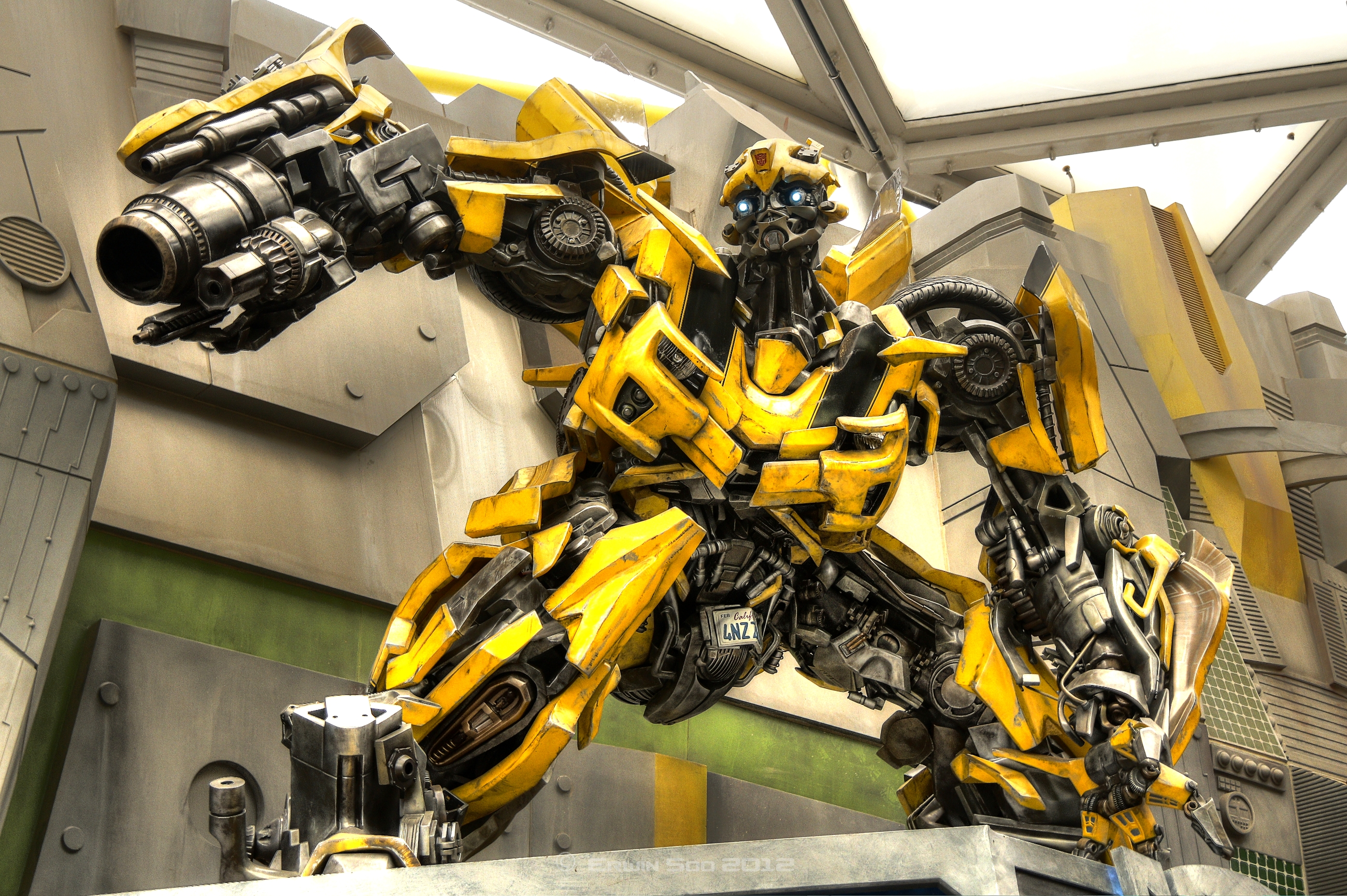
Бамлбі у фільмах Майкла Бея (скульптура)

За оригінальною історією, показаною в анімаційному серіалі «Transformers: Generation 1» (укр. Трансформери: Генерація 1) (1984—1993)), Трансформери обох фракцій жили на планеті Кібертрон, ресурси якої вичерпалися через тривалу війну. В пошуках енергії Автоботи вирушили в космос на кораблі «Ковчег» (англ. Ark). Його команду складали: Оптимус Найкращий, Джаз, Шістка, Промінь, Джміль, Скелелаз, Трейлбрейкер, Залізняк (Панцерник), Шестерун, Нишпорка.
Проте Автоботів атакували Десептикони. Під час битви їхні кораблі були притягнені гравітаційним полем Землі. «Ковчег» з Автоботами й Десептиконами врізався в гору Святої Гіларі та дезактивувався. У 1984 бортовий комп'ютер завершив перезавантаження та почав відновлювати роботів і пристосував їхні альтернативні форми під реалії Землі, надавши їм вигляду різноманітних людських машин. Битва між фракціями спалахнула знову…
Після успіху «Генерації 1» виходили й інші інтерпретації всесвіту Трансформерів. Таким стало американське «Друге покоління» (1993—1995), яке являло собою нову лінію іграшок з редизайном старих персонажів. Вслід за Трансформерами, розробленими в США, з'явилися японські продовження. Проігнорувавши четвертий сезон «Генерації 1», японці продовжили його власним серіалом «Headmasters», після якого вийшли «Masterforce» і «Victory».
Першим мультсеріалом про Трансформерів з використанням тривимірної графіки був канадський «Beast Wars». Він розповідав про історію конфлікту нащадків Автоботів і Десептиконів — Максималів (англ. Maximals) і Предаконів (англ. Predacons), що потрапили на доісторичну Землю. Незабаром з'явилися його продовження — «Beast Machines» і японський «Beast Wars II».
«Трилогія Юнікрона» (2001—2006) з японських серіалів, переосмислила оригінальну історію Трансформерів. У її першому серіалі «Armada» з'явилася третя, нейтральна фракція — Мінікони (англ. Minicons), які могли об'єднуватися з Трансформером і збільшувати його силу. Вони й служили зав'язкою сюжету — Мінікони були деактивовані та відправлені на Землю, щоб не дати переваги жодній зі сторін війни на Кібертроні, але тепер пробудилися. Події серіалу «Energon» відбувалися через 10 років після фіналу «Armada», концентруючись на небезпеці, що загрожує джерелам цінної речовини енергону, в тому числі й на нашій планеті. Останній серіал трилогії, «Cybertron», був вільним переказом «Генерації 1», не пов'язаним з попередніми двома частинами, де першопричиною потрапляння Трансформерів на Землю стало не виснаження ресурсів Кібертрона, а наближення до нього чорної діри, яка виникла після знищення Юнікрона. Знищити її можна було хіба що осколками Іскри Праймуса, схованої в кількох артефактах. Та цю силу прагнули використати для своїх лихих цілей Десептикони.
«Transformers: Animated» 2007-го року вийшов анімаційною альтернативною історією оригінальних «Трансформерів». Тут Автоботи спочатку виявилися звичайними робітниками, котрі випадково знайшли артефакт, за яким полюють міфічні, як вважалося, Десептикони, після чого обидві фракції й опинилися на Землі в Детройті.
Окремим всесвітом Трансформерів є фільми Майкла Бея і супутня до них продукція (комікси, іграшки, відеоігри тощо). Фантастичний бойовик «Трансформери» за мотивами серії іграшок і мультсеріалу вийшов у 2007 році. Він вирізнявся видовищністю і редизайном Трансформерів з великою кількістю рухомих деталей. Фільм оповідав про війну Автоботів і Десептиконів за артефакт Всеіскра (англ. Allspark). Автоботи прилітають на Землю, щоб захистити Іскру, а потім і людей, від Десептиконів, які хочуть використовувати її у своїх корисливих цілях.
Фільм здобув великий успіх та отримав три продовження: «Трансформери: Помста Полеглих», «Трансформери: Темний бік Місяця» і «Трансформери 4:Час Вимирання». У 2016 було анонсовано новий фільм «Трансформери: Останній лицар».
Анімаційний серіал «Transformers: Prime» 2010-го являв собою вже не переосмислену версію «Генерації 1», а суміш «Animated» і фільму Майкла Бея.
В мультсеріалі «Transformers: Rescue Bots» 2012 майже не з'являлися Десептикони, а Автоботи не випадково потрапили на Землю, а спеціально проходили на ній стажування.
«Triple Combination: Transformers Go!» 2013 акцентується на протистоянні Автоботів та Предаконів, що подібно до Десептиконів в оригіналі пробудилися в наш час, цього разу вже з необережності людей.
У 2015 відбувся вихід «Transformers: Robots in Disguise (2015)» і продовження серіалу «Transformers: Prime».

### Список фільмів і мультсеріалів

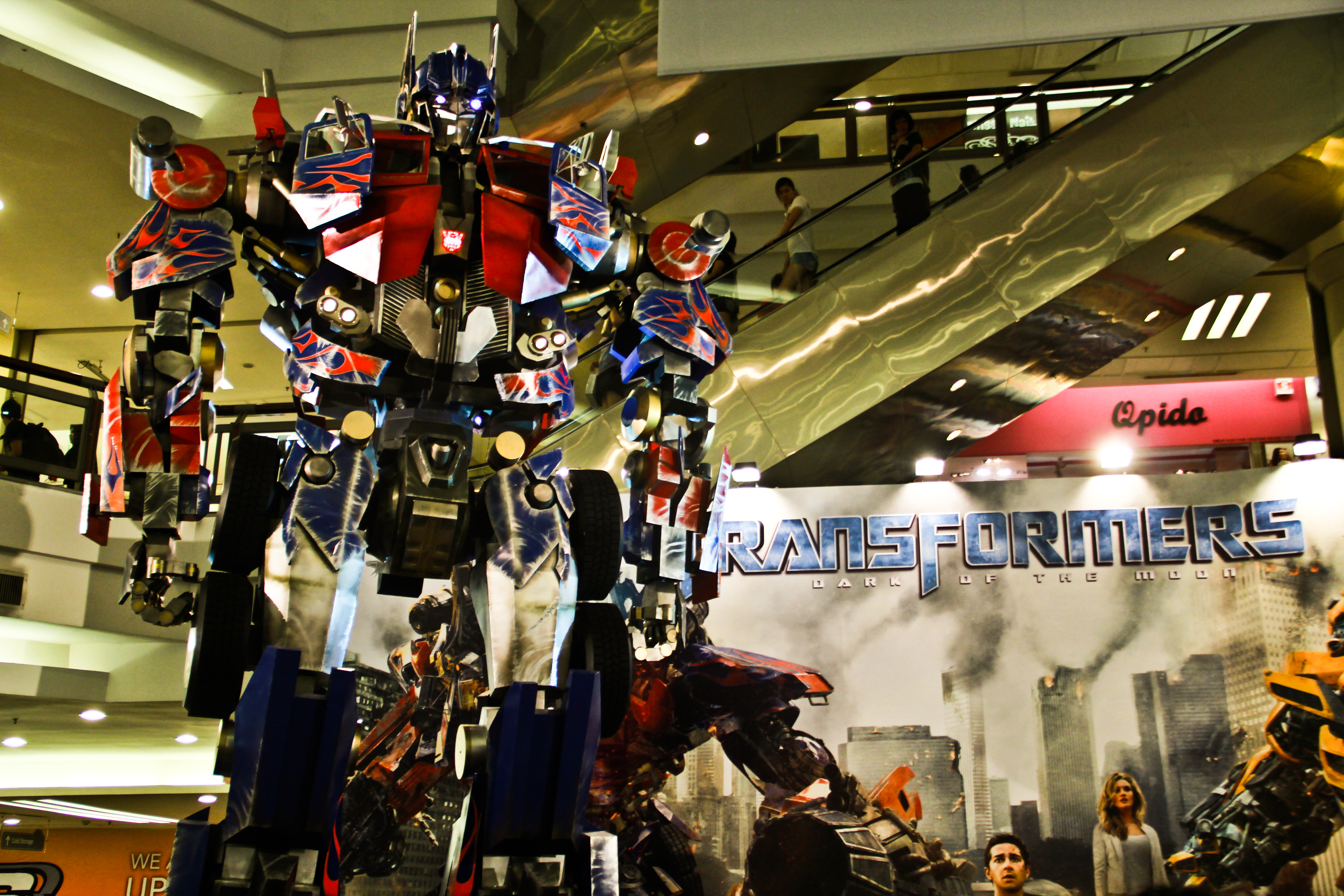
Оптимус Прайм

#### Мультсеріали
- Transformers: Generation 1 (укр. Трансформери: Генерація 1) (1984–1986)
- Transformers: Headmasters (укр. Трансформери: Мастаки) (1987–1990)
- Transformers: Super-God Masterforce (укр. Трансформери: Воїни Великої Сили) (1988–1989)
- Transformers: Victory (укр. Трансформери: Перемога) (1989–1990)
- Transformers Zone (укр. Трансформери: Зона) (1990)
- Transformers: Generation 2 (1993–1995)
- Beast Wars: Transformers (1996–2001)
- Transformers: Robots in Disguise (2001–2002)
- Трилогія Юнікрона (2002–2006)
  - Transformers: Armada (укр. Трансформери: Армада) (2002–2003)
  - Transformers: Energon (укр. Трансформери: Енергон) (2004–2005)
  - Transformers: Cybertron (укр. Трансформери 3: Кібертрон)[9] (2005–2006)
- Transformers: Animated (2007–2009)
- Transformers: Prime (укр. Трансформери Прайм) (2010–2013)
- Transformers: Rescue Bots (2012—)
- Triple Combination: Transformers Go! (2013-2014)[10]
- Transformers: Robots in Disguise (2015)
- Kre-O Transformers (2015)
- Трилогія Війн Прайма (2016—2018)
  - Transformers: Combiner Wars (укр. Трансформери: Війни комбайнерів) (2016)
  - Transformers: Titans Return (укр. Трансформери: Повернення титанів) (2017—2018)
  - Transformers: Power of the Primes (укр. Трансформери: Сила праймів) (2018)
- Transformers: Cyberverse (укр. Трансформери: Кібервсесвіт) (2018)
- Transformers: War for Cybertron Trilogy (укр. Трансформери: Трилогія війни за Кібертрон) (2020)
  - Siege (укр. Облога)
  - Earthrise (укр. Схід Землі)
  - Kingdom (укр. Королівство)

#### Фільми
- «Трансформери: Фільм» (1986) — анімаційний, супутній до серіалу «Трансформери: Генерація 1».
- «Трансформери» (2007)
- «Трансформери: Помста Полеглих» (2009)
- «Трансформери: Темний бік Місяця» (2011)
- «Трансформери: Час вимирання» (2014)
- «Трансформери: Останній лицар» (2017)
- «Бамблбі» (2018)
- «Трансформери: Час звіроботів» (2023)
- «Трансформери: Початок» (2024)

## Відеоігри
Відеоігри для різних платформ випускаються практично за кожним мультсеріалом і фільмом. Першою грою стала Transformers: Mystery of Convoy 1986 року для Family Computer. Серія War for Cybertron, започаткована однойменною грою, навпаки в більшості присвячена передісторії Трансформерів.

## Особливості перекладу українською
В Україні відомі два варіанти перекладу імен та назв «Трансформерів»: транслітерований з англійської мови та дослівний або з відповідниками. Наприклад, в перекладі «Transformers: Generation 1» від ICTV персонаж Грімлок (англ. Grimlock) відомий і як Твердохват (англ. grim — суворий, твердий, англ. lock — стискати), Десептикони (англ. Decepticons) — як Обманóїди (від англ. deception — обман).